# Belgische kampioenschappen atletiek 1920
In 1920 vonden de Belgische kampioenschappen atletiek Alle Categorieën plaats op 27 juni in Antwerpen. De 10.000 m vond plaats op 5 september in Vorst. Er werden alleen kampioenschappen voor mannen georganiseerd.
Tijdens deze kampioenschappen verbeterde Julien Van Campenhout het Belgisch record op de 10.000 m van Pierre Devaux tot 33.21,2.

## Uitslagen

### 100 m
| rang   | atleet        | prestatie |
| ------ | ------------- | --------- |
| Goud   | Max Houben    | 11,4 s    |
| Zilver | Omer Smet     | op 1 m    |
| Brons  | Marcel Gustin | op 20 cm  |

### 200 m
| rang   | atleet           | prestatie |
| ------ | ---------------- | --------- |
| Goud   | François Morren  | 23,6 s    |
| Zilver | Max Houben       | op 1,5 m  |
| Brons  | Victor Jacquemin | op 1 m    |

### 400 m
| rang   | atleet          | prestatie |
| ------ | --------------- | --------- |
| Goud   | François Morren | 52,0 s    |
| Zilver | Omer Corteyn    | op 6 m    |
| Zilver | Santy           | op 3 m    |

### 800 m
| rang   | atleet            | prestatie |
| ------ | ----------------- | --------- |
| Goud   | Joseph Vander Wee | 2.07,4    |
| Zilver | Henri Godding     | op 10 cm  |
| Brons  | Germeau           | op 15 m   |

### 1500 m
| rang   | atleet         | prestatie |
| ------ | -------------- | --------- |
| Goud   | Lucien Bangels | 4.10,4    |
| Zilver | Leon Fourneau  | op 8 m    |
| Brons  | Lespèse        | op 20 m   |

### 5000 m
| rang   | atleet                | prestatie |
| ------ | --------------------- | --------- |
| Goud   | Julien Van Campenhout | 15.32,2   |
| Zilver | Lucien Bangels        | op 125 m  |
| Brons  | Aimé Proot            | op 30 m   |

### 10.000 m
| rang   | atleet                | prestatie    |
| ------ | --------------------- | ------------ |
| Goud   | Julien Van Campenhout | 33.31,2 (NR) |
| Zilver | Aimé Proot            | op 200 m     |
| Brons  | Antoine Rivez         |              |

### 110 m horden
| rang   | atleet                | prestatie |
| ------ | --------------------- | --------- |
| Goud   | Omer Smet             | 16,6 s    |
| Zilver | Powell (René Joannes) | op 30 cm  |
| Brons  | Joseph Vanderwinden   | op 5 m    |

### 400 m horden
| rang   | atleet    | prestatie |
| ------ | --------- | --------- |
| Goud   | Omer Smet | 60,0 s    |
| Zilver | Deporre   | op 1 m    |
| Brons  | Van Dyck  | op 6 m    |

### Verspringen
| rang   | atleet              | prestatie |
| ------ | ------------------- | --------- |
| Goud   | Henri Dumon         | 6,23 m    |
| Zilver | Jean Lefebvre       | 6,10 m    |
| Brons  | Joseph Vanderwinden | 5,85 m    |

### Hoogspringen
| rang  | atleet        | prestatie |
| ----- | ------------- | --------- |
| Goud  | Jean Hénault  | 1,70 m    |
| Goud  | Jean Mahy     | 1,70 m    |
| Brons | Eugène Lecocq | 1,60 m    |

### Polsstokhoogspringen
| rang   | atleet                | prestatie |
| ------ | --------------------- | --------- |
| Goud   | Jean Goblet           | 3,20 m    |
| Zilver | Powell (René Joannes) | 3,20 m    |
| Brons  | Gilbert               | 2,95 m    |

### Kogelstoten
| rang   | atleet            | prestatie |
| ------ | ----------------- | --------- |
| Goud   | Gustaaf Wuyts     | 11,48 m   |
| Zilver | Arthur De Laender | 10,89 m   |
| Brons  | Devogelaere       | 10,69 m   |

### Discuswerpen
| rang   | atleet            | prestatie |
| ------ | ----------------- | --------- |
| Goud   | Gustaaf Wuyts     | 33,725 m  |
| Zilver | Arthur De Laender | 33,48 m   |
| Brons  | Vlaeminck         | 32,68 m   |

### Speerwerpen
| rang   | atleet              | prestatie |
| ------ | ------------------- | --------- |
| Goud   | Armand Van den Roye | 42,58 m   |
| Zilver | Emile Muller        | 42,00m    |
| Brons  | Adolf Hauman        | 41,05 m   |

1889 · 
1890 · 
1891 · 
1892 · 
1893 · 
1894 · 
1895 · 
1896 · 
1897 · 
1898 · 
1899 · 
1900 · 
1901 · 
1902 · 
1903 · 
1904 · 
1905 · 
1906 ·
1907 ·
1908 · 
1909 · 
1910 · 
1911 · 
1912 · 
1913 · 
1914 · 
1919 · 
1920 · 
1921 · 
1922 · 
1923 · 
1924 · 
1925 · 
1926 · 
1927 · 
1928 · 
1929 · 
1930 · 
1931 · 
1932 · 
1933 · 
1934 · 
1935 · 
1936 · 
1937 · 
1938 · 
1939 · 
1940 · 
1941 · 
1942 · 
1943 · 
1944 · 
1945 · 
1946 · 
1947 · 
1948 · 
1949 · 
1950 · 
1951 · 
1952 · 
1953 · 
1954 · 
1955 · 
1956 · 
1957 · 
1958 · 
1959 · 
1960 · 
1961 · 
1962 · 
1963 · 
1964 · 
1965 · 
1966 · 
1967 · 
1968 · 
1969 · 
1970 · 
1971 · 
1972 · 
1973 · 
1974 · 
1975 · 
1976 · 
1977 · 
1978 · 
1979 · 
1980 · 
1981 · 
1982 · 
1983 · 
1984 · 
1985 · 
1986 · 
1987 · 
1988 · 
1989 · 
1990 · 
1991 · 
1992 · 
1993 · 
1994 ·
1995 · 
1996 · 
1997 · 
1998 · 
1999 · 
2000 · 
2001 · 
2002 · 
2003 · 
2004 · 
2005 · 
2006 · 
2007 · 
2008 · 
2009 · 
2010 · 
2011 · 
2012 · 
2013 · 
2014 · 
2015 · 
2016 · 
2017 · 
2018 · 
2019 · 
2020 · 
2021 · 
2022 · 
2023 · 
2024